# Льотно-тактичні навчання Серпень-96

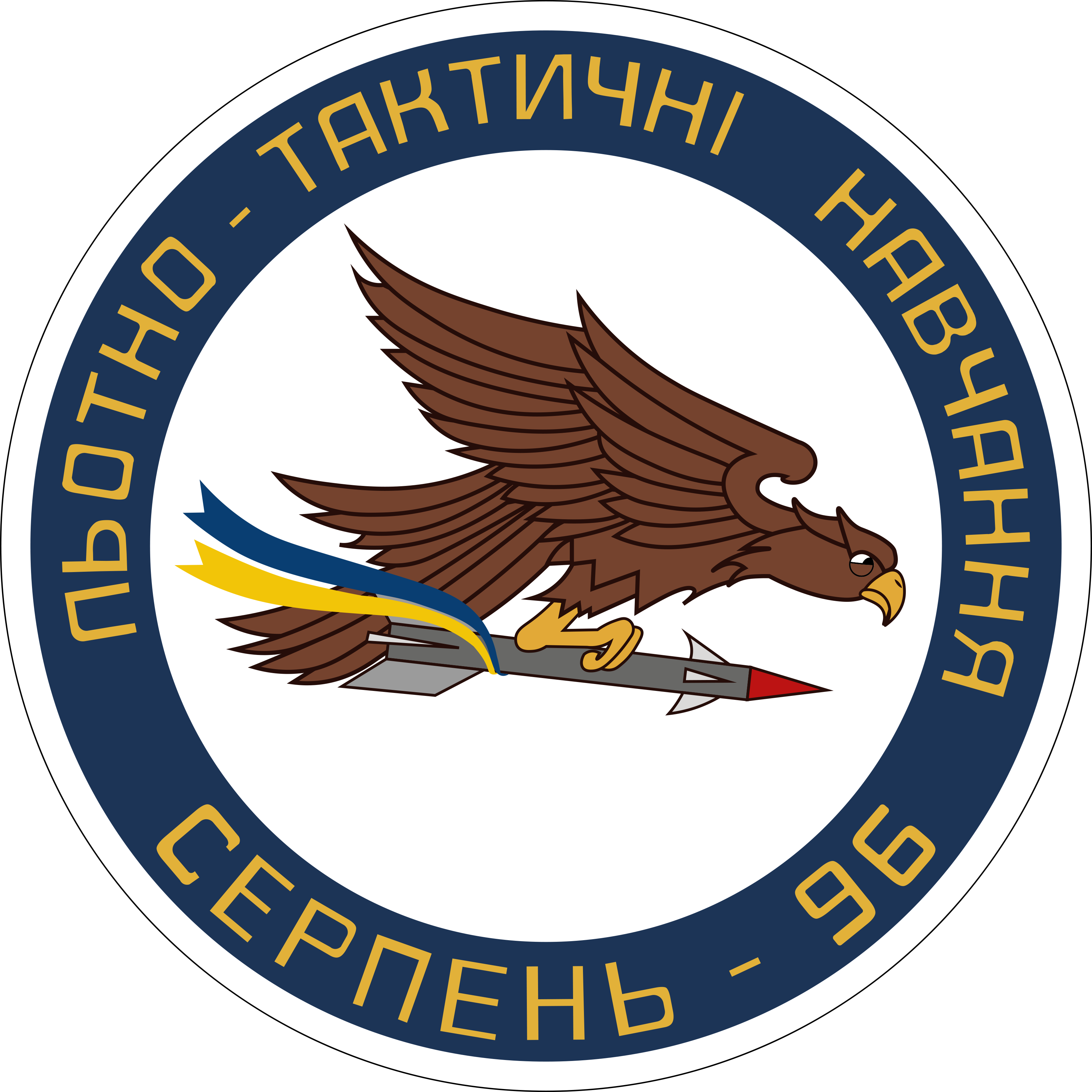
Емблема Серпень-96

Льотно-тактичні навчання Серпень-96 — вперше в історії Військово-Повітряних Сил України велике показове льотно-тактичне навчання, відбулось у серпні 1996 року на полігоні «Київський — Олександрівський», Миколаївська область.

## Перебіг
Основною метою навчань було відпрацювання бойових дій бомбардувального авіаполку по аеродромам противника. Головна роль відводилась Су-24 7-го БАП зі Старокостянтинова. Задачі прориву ППО виконували Су-25, а прикриття Су-27 з 831-ї бригади тактичної авіації.
2 серпня 1996 року два екіпажі 185-го важкого бомбардувального авіаційного полку на Ту-22М3 брали участь в навчаннях діючи під прикриттям Су-27. Вперше було скинуто з кожного літака по 69хОФАБ-250-270. У цих навчаннях брав участь екіпаж гвардії полковника Верескула В. В., штурман корабля гвардії підполковник Бочаров В. М., екіпаж гвардії підполковника Меншикова М.В, штурман корабля гвардії майор Захаров О. Г.
Навчання були закриті демонстрацією вищого пілотажу четвіркою МіГ-29 пілотажної групи "Українські Соколи" та індивідуально Су-27 та МіГ-29.
Командував навчаннями командир 5-го авіаційного корпусу генерал-майор Тарєєв Анатолій Костянтинович. 
У навчаннях брали участь близько 600 учасників з льотного та інженерно технічного складу. 55 бойових літаків: 20 Су-24М, 2 Су-24МР, 4 Су-17МР, 14 Су-25, 8 Су-27, 5 МіГ-29, 2 Ту-22М3. 4 гелікоптери: 2 Мі-8ППА, 1 Мі-8МТ та 1 Мі-24П. Два ВР-2.
За активною фазою навчань спостерігали Віцепрем'єр-міністр України Дурдинець Василь Васильович, Міністр Оборони Кузьмук Олександр Іванович, командуючий ВПС України Антонець Володимир Михайлович, керівництво Міністерства Оборони і майже всі командири підрозділів ВПС. 

## Інциденти
30 липня 1996 року — відбулась катастрофа МіГ-29 №10 зі складу 161 ВАП під час підготовки до навчань на Києво-Олександрівському полігоні. Літак мав імітувати падіння, зачепив землю та розбився. Льотчик к-н Кирильчук В.В. загинув.